# Baberowsee
Der Baberowsee ist ein Gewässer im Landkreis Oder-Spree in Brandenburg bei Kagel. Er ist von einem dichten Schilfgürtel umgeben. Im See findet man hauptsächlich Aale, Barsche, Hechte, Karpfen, Schleien, Welse und Zander.

## Beschreibung

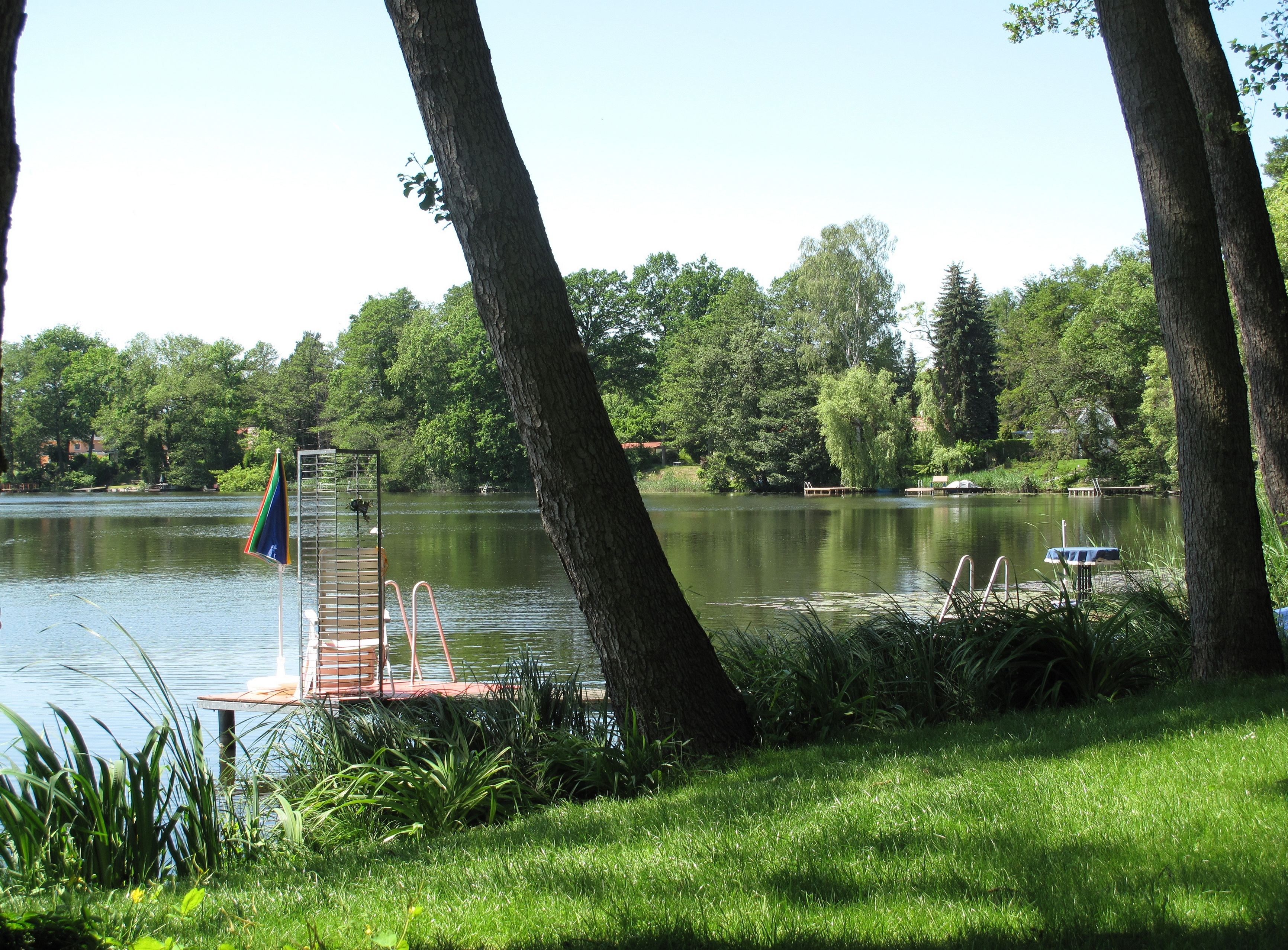
Blick auf die nördliche Bucht des hufeisenförmigen Sees

Das Gewässer ist Teil der Seenkette (von Südwest nach Nordost) Elsensee → Baberowsee → Bauernsee → Liebenberger See, die über ihr nördlichstes Glied, den Liebenberger See, in die Löcknitz entwässert. Die Löcknitz fließt östlich parallel zu den Seen und mündet im Berliner Urstromtal in die Spree. Die Löcknitz entsteht nördlich der Seenkette durch den Zusammenfluss des Stobberbachs mit dem Abfluss des Maxsees. Die Seenkette gehört zu der Buckower Rinne (auch: Löcknitz-Stobber-Rinne), einer glazialen Schmelzwasserrinne, die sich in den letzten beiden Phasen der Weichsel-Eiszeit zwischen dem von Toteis gefüllten Oderbruch und dem Berliner Urstromtal (heutiges Spreetal) herausgebildet hat und die Barnimplatte von der Lebuser Platte trennt. Diese rund 30 Kilometer lange und zwei bis sechs Kilometer breite Rinne entwässert vom Niedermoor- und Quellgebiet Rotes Luch über den Stobber nach Nordosten zur Oder und über Stobberbach/Löcknitz nach Südwesten zur Spree. Südlich schließt sich die Grünheider Seenkette aus Möllensee, Peetzsee und Werlsee an, die der Neuen Löcknitz (Löcknitzkanal) zufließt. Der See liegt auf einer Höhe von 38,6 Metern über Normalhöhennull.
Wie sämtliche Grünheider Seen und Gebiete war auch der Baberowsee von der Mitte des 13. Jahrhunderts bis zur Säkularisation im Besitz des bei Jüterbog gelegenen Klosters Zinna. Kagel machten die Zisterziensermönche zu einer Art Stützpunkt und bauten am Ufer des Baberowsees ein sogenanntes Feldkloster.
Der Name des Sees geht laut Eva Driescher auf die slawische Siedlungszeit zurück und bedeutet Bibersee. Die Übersetzung von Heinrich Berghaus im Landbuch der Mark Brandenburg von 1854/56 als Barbarasee weist Driescher, Geographin am Leibniz-Institut für Gewässerökologie und Binnenfischerei, zurück.